# مسيرة فخر المثليين في برلين
مسيرة فخر المثليين في برلين ، المعروف أيضًا باسم كريستوفر ستريت داي برلين، هو عرض فخر ومهرجان يقام في النصف الثاني من شهر يوليو من كل عام في برلين عاصمة ألمانيا للاحتفال بالمثليات والمثليين ومزدوجي الميول الجنسية، و العابرين جنسياً وغيرهم من الأقليات الجنسية.
منذ عام 1979 ، يقام هذا الحدث كل عام. تعد مسيرة فخر المثليين في برلين واحدة من أكبر الأحداث المنظمة للمثليين والمثليات في ألمانيا وواحدة من أكبر الأحداث في أوروبا . هدفها هو التظاهر من أجل المساواة في الحقوق والمعاملة المتساوية للأشخاص المثليين ، وكذلك الاحتفال بالفخر بثقافة المثليين والمثليات.

## التاريخ
يقام مسيرة فخر المثليين في ذكرى أعمال شغب ستونوول، وهي أول انتفاضة كبيرة لأفراد مجتمع الميم ضد اعتداءات الشرطة في 27 يونيو 1969. حدث ذلك في شارع كريستوفر ، في حي قرية غرينتش في مدينة نيويورك ، نيويورك.

عُقدت أول مسيرة فخر المثليين في برلين في 30 يونيو 1979 ، ومنذ ذلك الحين عُقد كل عام.  في عام 2012 ، حضر حوالي 700,000 شخص موكب مسيرة الفخر، وكان 500,000 ألف شخص حاضرين في موقع العرض النهائي عند بوابة براندنبورغ، مما جعله أحد أكبر الأحداث في برلين وكذلك أحد أكبر مسيرات الفخر في العالم.

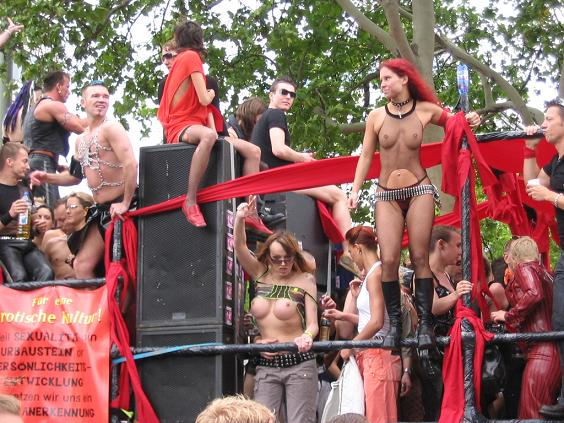
مسيرة فخر برلين لعام 2004
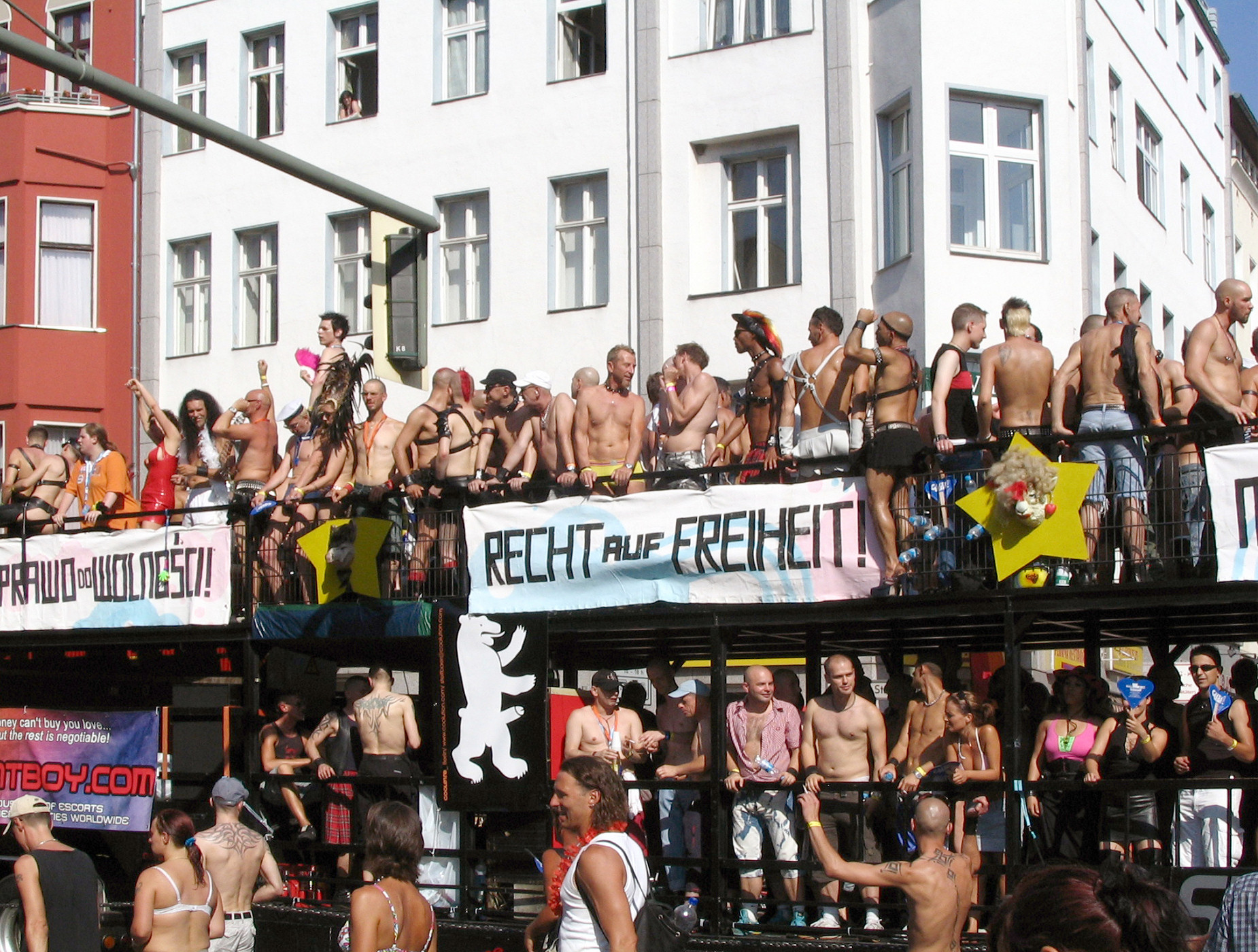
برايد برلين 2006
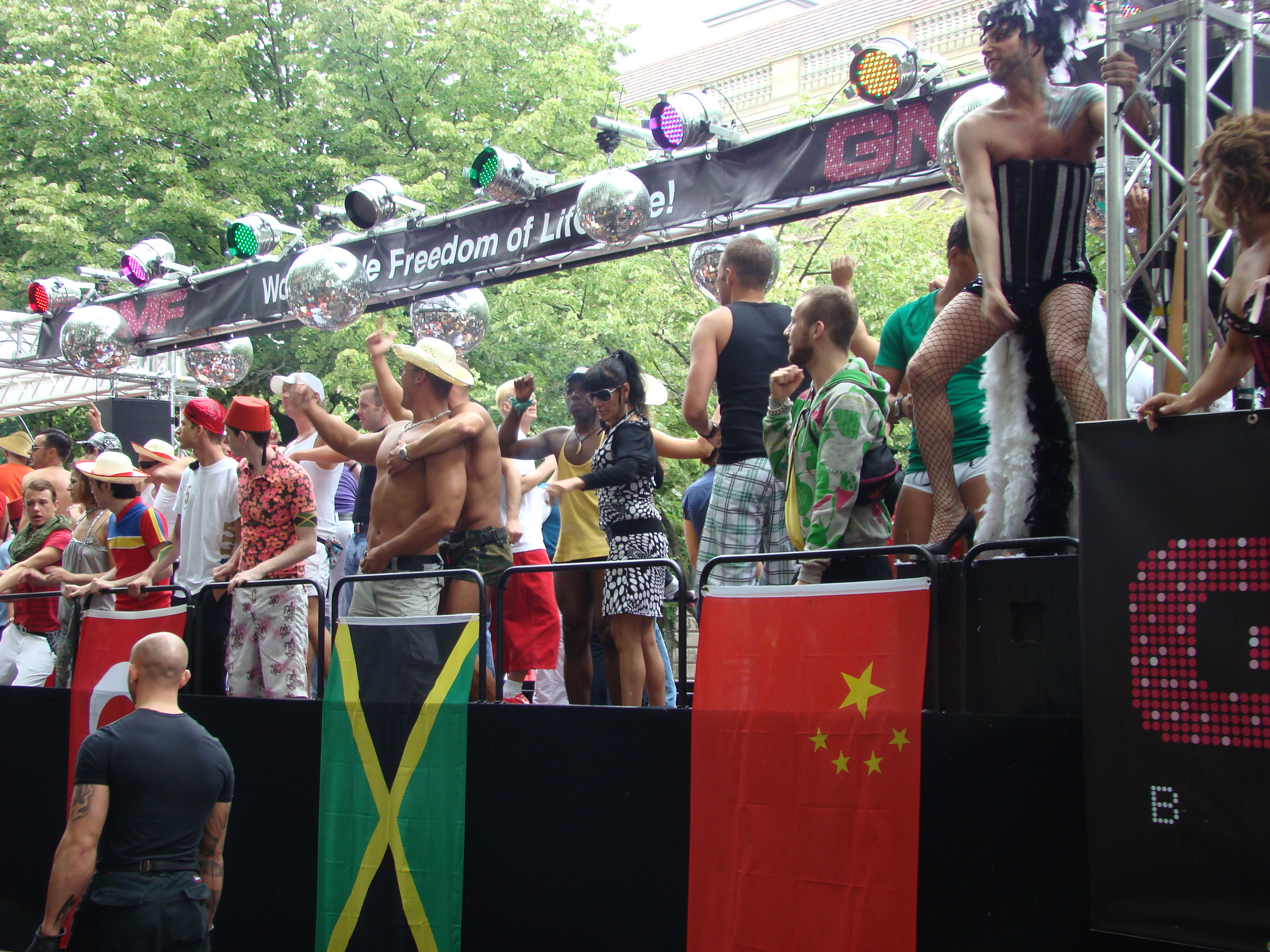
مسيرة فخر برلين 2008
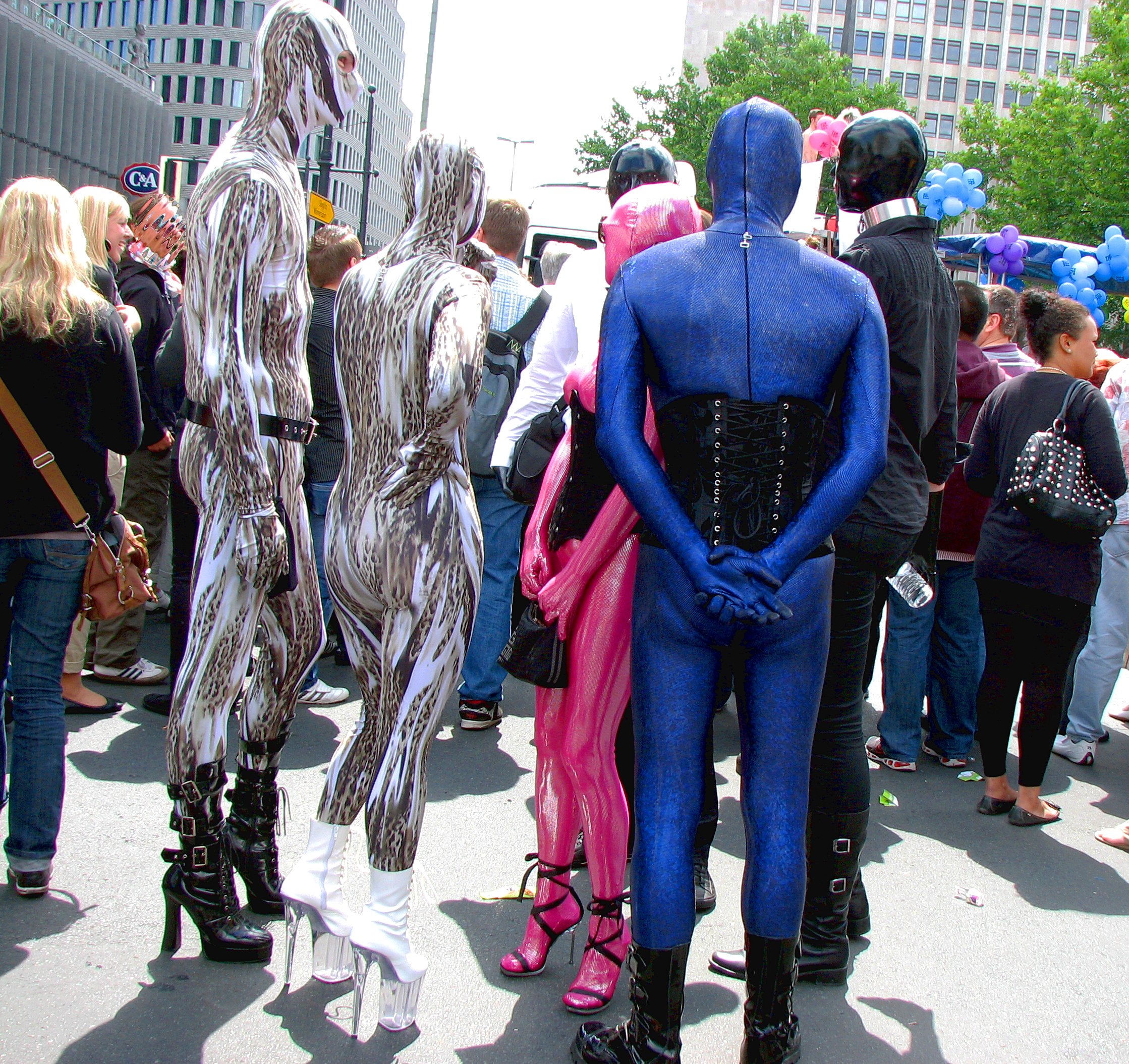
مسيرة فخر برلين 2011

## الأحداث
يتألف مسيرة فخر المثليين في برلين من العديد من الأحداث ، التي تقام في إطار مهرجان الفخر الذي يستمر لمدة شهر، وعادة ما يبدأ في نهاية مايو/أيار. أسبوع الفخر هو الأسبوع الأخير من المهرجان ، وينتهي بموكب مسيرة فخر. يقام حفل مسيرة فخر غالا منذ عام 2011 ، ويتم تنظيمه بالتعاون مع قصر عرض فريدريشتات.
في نفس الشهر يقام كل من كغويتزبيرغ برايد و Gay Night at the Zoo.
المزيد من مهرجانات المثليين في برلين تشمل فولسوم أوروبا و عيد الفصح في برلين .

## التنظيم
يتم تنظيم جميع أحداث مسيرة فخر المثليين من قبل منظمة Berliner CSD e. V. (جمعية برلين لفخر مجتمع الميم). تم تشكيل المنظمة في نهاية عام 1999. كانت الجمعية تهدف إلى إعفاء المنسقين الثلاثة السابقين: "Sonntags-Club" و "LSVD" و "Mann-o-Meter" ، الذين كانوا ينظمون مسيرة فخر المثليين في برلين من 1994 إلى 1999.
في كل عام ، يتم تحديد الموضوع والشعارات والمطالب السياسية لمسيرة الفخر في ما يسمى بمنتديات الفخر. هذه اجتماعات مفتوحة يمكن لأي شخص حضورها.

## روابط خارجية
- فخر برلين نسخة محفوظة 23 نوفمبر 2020 على موقع واي باك مشين.